# VIXX LR
VIXX LR (coréen : 빅스 LR) est la première sous-unité officielle du boys band sud-coréen VIXX formé par Jellyfish Entertainment. Créée en août 2015, VIXX LR se compose du chanteur principal de VIXX Leo et du rappeur Ravi. La sous-unité a débuté le 17 août 2015 avec la sortie de leur mini-album Beautiful Liar,.

## Origine du nom
Le nom VIXX LR est une combinaison de VIXX (coréen : 빅스 prononcé "vicks"; acronyme pour Voice, Visual, Value in Excelsis) et les initiales des membres du groupe, avec "L" pour Leo et "R" pour Ravi. Dans une interview sur Pops in Seoul VIXX LR ont dit que le nom signifiait aussi “left” (gauche) et “right” (droite) ce qui est une métaphore de leurs qualités qui se contrastent, mais qui font une harmonie sur scène. Les lettres "L" et "R" représentent aussi les premières et dernières lettres du mot LiaR dans leur premier mini-album Beautiful Liar ainsi que sa chanson-titre.

## Histoire

### Depuis 2015: Débuts avecBeautiful Liar
Le 7 août 2015, Jellyfish Entertainment sort une vidéo trailer sur le site officiel de VIXX après un mystérieux compte à rebours avec une silhouette du dernier album spécial de VIXX, Boys' Record. Au fur et à mesure du temps, les membres disparaissaient pour ne laisser que Leo et Ravi. Une vidéo trailer de VIXX LR a ensuite été dévoilée,.
Jellyfish Entertainment a confirmé que VIXX LR était la première sous-unité officielle de VIXX et qu'elle se compose du rappeur Ravi et du chanteur Leo. Leur premier mini-album, Beautiful Liar, est sorti le 17 août 2015,,. VIXX LR ont tenu leur premier showcase le même jour pour Beautiful Liar au Yes24 Muv Hall à Mapo-gu dans Séoul,. Le duo a commencé leur promotion le 18 août et ont fait leur première performance sur scène sur The Show de SBS MTV.
VIXX LR a débuté sur le Billboard World Albums Chart et sur le Gaon Album Chart à la 2e place,. Le 1er septembre, VIXX LR ont gagné leur première victoire sur une émission musicale avec 9 464 votes, les faisant avoir le 2e meilleur score jamais obtenu, derrière leur groupe principal VIXX avec "Error". Le 4 septembre 2015, VIXX LR a terminé sa promotion pour Beautiful Liar sur le plateau du Music Bank de KBS2.
“Beautiful Liar” a été nommé dans deux catégories aux Mnet Asian Music Awards 2015 pour la Meilleure collaboration et unité et la Chanson de l'année. En janvier 2016, VIXX LR ont fait des showcases à Nagoya, Tokyo et Osaka dans le cadre de leur première tournée de showcases au Japon.

## Discographie

### Extended plays
| Beautiful Liar                                                                        | - Date de sortie: 17 août 2015 - Label: Jellyfish Entertainment, CJ E&M - Format: CD, téléchargement | 2 | 1 | 18 | 2 | - COR: 69,830 |
| "—" signifie que le morceau ne s'est pas classé ou n'est pas sorti dans cette région. | |   |   |    |   |               |

### Singles
| "Beautiful Liar"                                                                      | 2015 | 21 | 8 | - COR (DL): 115,190+ | Beautiful Liar |
| "—" signifie que le morceau ne s'est pas classé ou n'est pas sorti dans cette région. |      |    |   |                      |                |

### Autres chansons classées
| Année | Titre          | Meilleure position | Album          |
| Année | Titre          | COR Gaon           | Album          |
| ----- | -------------- | ------------------ | -------------- |
| 2015  | "Remember"     | 71                 | Beautiful Liar |
| 2015  | "Words to Say" | 74                 | Beautiful Liar |
| 2015  | "My Light"     | 91                 | Beautiful Liar |

### Vidéoclips
| Année | Chanson          | Notes |
| ----- | ---------------- | ----- |
| 2015  | "Beautiful Liar" |       |

Notes
1. ↑  "My Light" was recorded by VIXX as a whole.

## Concerts
- 2015: VIXX LR Beautiful Liar Showcase
- 2016: VIXX LR 1st LIVE SHOWCASE TOUR Beautiful Liar in Japan

## Accomplissements

### Récompenses et nominations
| Année | Cérémonie               | Catégorie                    | Travail nommé    | Résultat   |
| ----- | ----------------------- | ---------------------------- | ---------------- | ---------- |
| 2015  | Mnet Asian Music Awards | Best Collaboration and Unit  | "Beautiful Liar" | Nomination |
| 2015  | Mnet Asian Music Awards | Song of the Year             | "Beautiful Liar" | Nomination |
| 2015  | KMC Radio Awards        | Best Sub-unit/Collaboration, | "Beautiful Liar" | Lauréat    |
| 2015  | KMC Radio Awards        | Song of the Year             | "Beautiful Liar" | Nomination |

### Programmes musicaux

#### The Show
| Année | Date          | Chanson          |
| ----- | ------------- | ---------------- |
| 2015  | 1er septembre | "Beautiful Liar" |